# 宗希云
宗希云（1928年—），山东泰安人，中华人民共和国政治人物。
文化大革命期间起家，担任吉林省革命委员会副主任、中共吉林省委常委、吉林省总工会主任。曾任中共第九、十、十一届中央委员。